# Зелена Поляна (Бєлгородська область)
Зелена Поляна (рос. Зелёная Поляна) — село у Бєлгородському районі Бєлгородської області Російської Федерації.
Населення становить 1276  осіб. Входить до складу муніципального утворення Біломістненське сільське поселення.

## Історія
Населений пункт розташований у східній частині української суцільної етнічної території — східній Слобожанщині.
Згідно із законом від 20 грудня 2004 року № 159 від 1 січня 2006 року належить до муніципального утворення Біломістненське сільське поселення.

## Населення
| 2002 | 2010  |
| ---- | ----- |
| 1086 | ↗1276 |